# Sylvi Saimo
Sylvi Riitta Saimo (till 1936 Sikiö), född 12 november 1914 i Jakimvaara, död 12 mars 2004 i Laukas, var en finländsk lantbrukare, kanotist och politiker. 
Saimo blev 1952 Finlands första kvinnliga OS-guldmedaljör i sommaridrott genom att som 37-åring vinna 500 meter K1 vid Olympiska sommarspelen i Helsingfors. Hon var en mångsidig idrottare som också tävlade i skidåkning, orientering och friidrott. Hon började ägna sig åt kanotsport först vid 30 års ålder, deltog i Olympiska sommarspelen i London 1948 (sexa i K1 på 500 meter), blev i Köpenhamn 1950 världsmästare i K1 på 500 meter och i K2 på samma sträcka, det sistnämnda i par med Greta Grönholm. Hon blev nordisk mästare i K1 500 meter 1951 och i K2 500 meter 1947 (tillsammans med Aune Jansson), 1951 (Greta Grönholm) och 1955 (Eila Eskola), var finländsk mästare i K1 500 meter 1949–1953 samt i K2 500 meter 1948, 1949 (Aune Jansson), 1950 (Pirkko Ihalainen), 1951, 1952 och 1954–1956 (Eila Eskola). Saimo tog FM-brons i orientering 1939, var femte på 10 km skidåkning vid FM 1947 samt tog brons i stafett; erövrade ytterligare två FM-silver i rodd och en brons i fyror. 
Saimo var en av de främsta banbrytarna för damidrotten i Finland och ivrade bland annat för likartade tränings- och tävlingsvillkor för kvinnor som för män. Hon var representant för Centern i Finlands riksdag 1966–1978 och var fem gånger elektor vid presidentval från 1956.

## Utmärkelser
- Riddartecknet av I klass av Finlands Lejons orden[2]
- Frihetsmedaljens 2. klass[3]
- Finlands idrottskulturs förtjänstkors[2]
- Militärens förtjänstmedalj[4]

[Redigera Wikidata]